# Fausto Topete
El general Fausto Topete Almada (1888-1952) fue un militar mexicano que participó en la Revolución mexicana y la Rebelión escobarista.

## Revolución
Nació en Álamos, Sonora. Hacia 1913 era empleado de comercio y se unió al constitucionalismo, integrándose a la lucha armada bajo las órdenes del Gral. Benjamín Hill. Participó en muchas de las campañas realizadas por este general, por lo que rápidamente ascendió a coronel. Más tarde se le dio la comisión de ser comandante militar de su lugar natal, Álamos. Reconoció el Plan de Agua Prieta en 1920, siendo ese mismo año ascendido a general de brigada. Participó activamente en contra de la Rebelión delahuertista entre 1923 y 1924.
Primo también de Everardo Topete Arriaga, gobernador de Jalisco de 1935 a 1939.

## Militar y político
Fue gobernador de Sonora entre 1927 y 1929. Durante su gestión como gobernador de su estado pavimentó Hermosillo y realizó muchas obras de interés público, acciones que lo convirtieron rápidamente en un mandatario muy popular. A pesar de ello, Topete participó activamente con el escobarismo y fue uno de los principales generales del movimiento junto a José Gonzalo Escobar por lo que encomendó la redacción del Plan de Hermosillo al ingeniero Gilberto Valenzuela y firmó tal documento cuando éste ocupaba su cargo de gobernador. La Legislatura de su estado le concedió una licencia de 6 meses para separar sus actividades de mandatario y tomar las armas a favor de la rebelión. Ascendió a general de división durante el movimiento rebelde. Sus fuerzas fueron derrotadas el 29 de abril, en Masiaca, por lo que se vio obligado a exiliarse en los Estados Unidos.